# Maison, 22 place des Lices (Rennes)
La maison située 22 place des Lices est un édifice de la commune de Rennes, dans le département d’Ille-et-Vilaine en région Bretagne.

## Localisation
Elle se trouve dans le centre-ville historique de Rennes, au numéro 22 de la place des Lices (façade avant, au sud) et au numéro 17 de la rue Saint-Louis (façade arrière, au nord).

## Historique
La maison date de 1657-1659 et est construite, comme les autres hôtels particuliers de parlementaires qui bordent l'ouest de la place des Lices (n°18 à 34), sur des terrains afféagés par la Communauté de Ville en 1657. 
Elle appartient en 1681 au sieur du Mans, marchand de soies et tapis, puis, en 1737 aux Jamois de la Musse. 
Elle est inscrite au titre des monuments historiques depuis le 18 octobre 1962.

## Architecture
En 1911, Paul Banéat décrit ainsi ce bâtiment qu'il désigne comme hôtel : pour le côté de la place des Lices « il présente deux étages à trois ouvertures chacune ; la porte d'entrée est surmontée d'une petite niche en plein cintre accosté de deux volutes et couronnée par un fronton arrondi ; ses vantaux sont chargés de panneaux rectangulaires. Les fenêtres sont larges, entourées d'un entablement torique à croisettes, et munies d'un appui à moulures rondes ; trois gerbières à frontons triangulaires se détachent du toit » ; pour le côté de la rue Saint-Louis « c'est une maison à trois étages, percée de deux fenêtres par étage. L'une de celles du rez-de-chaussée présente une croisée de bois formée d'un montant et d'une traverse ; la seconde en possède deux, avec une traverse et deux montants. Les fenêtres du premier étage et celles du deuxième sont entourées d'une grosse moulure torique à croisettes, une moulure ronde orne aussi leur appui : le premier étage est, en outre, percé de deux œils-de-bœuf ovales, tandis qu'un seul existe au second. » Il précise que la maison présente un étage de plus du côté de la côté rue Saint-Louis.